# 1999-es észt labdarúgó-bajnokság (első osztály)
Az 1999-es észt labdarúgó-bajnokság az észt labdarúgó-bajnokság legmagasabb osztályának 9. bajnoki éve volt. A pontvadászat 8 csapat részvételével zajlott.
A bajnokságot a FC Levadia Tallinn nyerte az ezüstérmes Viljandi Tulevik, és a bronzérmes Flora Tallinn előtt.

## A bajnokság végeredménye
| Hely | Csapat           | M  | Gy | D | V  | RG | KG | GK  | P  |                                   |
| ---- | ---------------- | -- | -- | - | -- | -- | -- | --- | -- | --------------------------------- |
| 1    | FC Levadia (B)   | 28 | 23 | 4 | 1  | 77 | 12 | +65 | 73 | Bajnokok ligája–első selejtezőkör |
| 2    | Viljandi Tulevik | 28 | 16 | 5 | 7  | 57 | 34 | +23 | 53 | UEFA-kupa–első selejtezőkör       |
| 3    | FC Flora         | 28 | 13 | 8 | 7  | 60 | 33 | +27 | 47 | UEFA-kupa–első selejtezőkör       |
| 4    | Narva Trans      | 28 | 11 | 7 | 10 | 40 | 28 | +12 | 40 | Intertotó-kupa                    |
| 5    | FC TVMK          | 28 | 7  | 9 | 12 | 16 | 33 | -17 | 30 |                                   |
| 6    | FC Lantana       | 28 | 5  | 9 | 13 | 31 | 52 | -21 | 27 | Kiesett                           |
| 7    | Lelle SK (K)     | 28 | 5  | 9 | 14 | 25 | 45 | -20 | 24 | Osztályozó                        |
| 8    | EP Jõhvi (K)     | 28 | 2  | 7 | 19 | 12 | 81 | -69 | 13 | Kiesett                           |

## Osztályozó
| 1999. november 6. |

| Lootus | 0–3 | Lelle SK |
| ------ | --- | -------- |
|        |     |          |

|  |

| 1999. november 14. |

| Lelle SK | 1–2 | Lootus |
| -------- | --- | ------ |
|          |     |        |

|  |

## Góllövőlista élmezőnye
| Hely | Játékos            | Csapat           | Gólok |
| ---- | ------------------ | ---------------- | ----- |
| 1    | Toomas Krõm        | FC Levadia       | 19    |
| 2    | Andrei Krõlov      | FC Levadia       | 18    |
| 3    | Dmitri Ustritski   | Viljandi Tulevik | 16    |
| 4    | Vitali Leitan      | FC Lantana       | 15    |
| 5    | Indrek Zelinski    | FC Flora         | 14    |
| 6    | Maksim Gruznov     | Narva Trans      | 13    |
| 7    | Kristen Viikmäe    | FC Flora         | 12    |
| 8    | Aleksandr Marashov | Narva Trans      | 10    |